# Оломоуцкое княжество
Оломоуцкое княжество (чеш. Olomoucký úděl) — княжество на севере и востоке Моравии, где в XI—XII веках правила одна из ветвей рода Пржемысловичей.
В 1054 году князь Чехии Бржетислав I постановил, что старший в роду должен править в Праге, а младшие получают Моравию и должны подчиняться старшему князю. Согласно этому старший сын Бржетислава, Спытигнев II, стал князем Чехии в 1055 году. Моравия была разделена на 2 части, которые получили второй и третий сын Бржетислава. Вратислав II получил часть Моравии с местопребыванием в Оломоуце (Оломоуцкое княжество), Конрад I Брненский — в итоге часть Моравии с местопребыванием в Брно, составившую Брненское княжество. Позже из него выделилось Зноемское княжество.
Оломоуцкое княжество граничило с землями венгров и защищало Чехию от нападений с востока.
| №  | Имя                    | Портрет            | Родился   | Умер               | Годы правления | Комментарии |
| -- | ---------------------- | ------------------ | --------- | ------------------ | -------------- | --- |
| 1  | Вратислав II           | Вратислав II       | ок. 1032  | 14 января 1093     | 1054—1061      | 2-й сын Бржетислава I, князь Чехии 1061—1085.                                                                                                  |
| 2  | Ота (Оттон) I          |                    | ?         | 9 июля 1087        | 1061—1087      | 5-й сын Бржетислава I. |
| 3  | Болеслав               |                    | ?         | 11 августа 1091    | 1087—1091      | Král Vratislav II. svěři olomoucký úděl svému synovi Boleslavovi. Práva Otových potomků naopak bránil Konrád I. Brněnský.                      |
| 4  | Святополк              |                    | ?         | 21 сентября 1109   | 1091—1109/1110 | Сыновья Оты I Оломоуцкого, правили совместно.                                                                                                  |
| 4  | Ота (Оттон) II         |                    | ?         | 18 февраля 1126    | 1091—1109/1110 | Сыновья Оты I Оломоуцкого, правили совместно.                                                                                                  |
| 5  | Владислав I            | Владислав I        | ?         | 12 апреля 1125     | 1110—1113      | 4-й сын князя Вратислава II. Князь Чехии 1109—1117, 1120—1125.                                                                                 |
| 6  | Ота (Оттон) II         |                    | ?         | 18 февраля 1126    | 1113—1126      | Вторично, князь Брненский 1123—1126. |
| 7  | Вацлав I               |                    | ?         | 1 марта 1130       | 1126—1130      | Сын Святополка Оломоуцкого. |
| 8  | Собеслав I             | Собеслав I         | ок. 1075  | 14 февраля 1140    | 1130—1135      | 5-й сын князя Вратислава II. Князь Чехии 1125—1140                                                                                             |
| 9  | Лупольт (Леопольд)     |                    | ?         | после 1137         | 1135—1137      | Сын князя Чехии Борживоя II, владел Оломоуцем по воле князя Собеслава.                                                                         |
| 10 | Владислав              |                    | ?         | 1165               | 1137—1140      | Сын Собеслава I, в 1138 году признан его наследником в Праге, но после его смерти утверждён не был.                                            |
| 11 | Ота (Оттон) III Детлеб |                    | 1122      | 12 мая 1160        | 1140—1160      | Сын Оты II Оломоуцкого. |
| 12 | Владислав II           |                    | ?         | 18 января 1174     | 1160—1162      | князь Чехии 1140—1158, король Чехии 1158—1172                                                                                                  |
| 13 | Бедржих (Фридрих)      | Бедржих (Фридрих)  | ?         | 25 марта 1189      | 1162—1173      | Сын Владислава II, князь Чехии 1172—1173, 1178—1189                                                                                            |
| 14 | Ольдржих (Ульрих)      |                    | 1134      | 18 октября 1177    | 1173—1177      | Сын Собеслава I, поставлен братом, князем Чехии Собеславом II.                                                                                 |
| 15 | Вацлав II              |                    | 1137      | 1192               | 1174—1179      | Сын Собеслава I, князь Брно 1173—1174, князь Чехии в 1191—1192.                                                                                |
| 16 | Пржемысл Оттокар I     | Пржемысл Оттокар I | 1155/1167 | 15 декабря 1230    | 1179—1182      | Сын Владислава II, поставлен братом Бедржихом. Князь Чехии 1192—1193, 1197—1198, король Чехии с 1198                                           |
| 17 | Конрад II Ота          | Конрад II Ота      | ?         | 9 сентября 1191    | 1182—1189      | Сын Конрада II Зноемского, князь Зноемский после 1161—1191, князь Брненский 1177—1189, маркграф Моравии 1182—1189, князь Чехии 1182, 1189—1191 |
| 18 | Владимир               |                    | 1145      | до 11 декабря 1200 | 1189—1192      | Сыновья Оты III Детлеба, правили совместно. |
| 18 | Бржетислав             |                    | ?         | до 1201            | 1189—1192      | Сыновья Оты III Детлеба, правили совместно. |
| 19 | Владислав Йиндржих     | Владислав Йиндржих | ?         | 12 августа 1222    | 1192—1194      | Сын короля Владислава II. Маркграф Моравии 1192—1194, 1197—1222, князь Чехии в 1197.                                                           |
| 20 | Владимир               |                    | 1145      | до 11 декабря 1200 | 1194—1200/1201 | Вторично |
| 20 | Бржетислав             |                    | ?         | до 1201            | 1194—1200/1201 | Вторично |

В 1200/1201 году Оломоуцкое княжество вошло в состав владений маркграфа Моравии Владислава Йиндржиха.